# Johann Diedrich Lappenberg
Johann Diedrich Lappenberg (* 27. Januar 1672 in Verden; † 10. Oktober 1727 in Bremen) war ein deutscher lutherischer Theologe.

## Biografie
Lappenberg war der Sohn eines  Kontributions(Grundsteuer)einnehmers. Er besuchte das Lyzeum in Verden. In Leipzig studierte er Theologie. Bei den schwedischen Truppen im Herzogtum Bremen war er Regimentsprediger. 1702 wurde er Verdener Dompastor. Er veröffentlichte eine Reihe von theologischen Werken.
Der Theologe und Historiker Samuel Christian Lappenberg (1720–1788) war sein Sohn.